# Гришевка (Воронежская область)
Гришевка — хутор в Подгоренском районе Воронежской области.
Входит в состав Гришевского сельского поселения.

## Население
| 1859 | 2010 |
| ---- | ---- |
| 309  | ↘53  |

## Улицы
В хуторе имеется одна улица — Заречная.